# Harvington
Harvington är en ort och civil parish  i Storbritannien.   Den ligger i grevskapet Worcestershire och riksdelen England, i den södra delen av landet, 140 km nordväst om huvudstaden London. Harvington ligger 37 meter över havet och antalet invånare är 1 672.
Terrängen runt Harvington är platt. Runt Harvington är det ganska tätbefolkat, med 124 invånare per kvadratkilometer. Närmaste större samhälle är Redditch, 19,3 km norr om Harvington. Trakten runt Harvington består till största delen av jordbruksmark.